# Katarina Johnsonová-Thompsonová
Katarina Johnsonová-Thompsonová (* 9. ledna 1993, Liverpool) je britská atletka, halová mistryně světa a Evropy v pětiboji. V roce 2019 se stala mistryní světa v sedmiboji na MS v atletice v katarském Dauhá. Druhé zlato přidala ze světového šampionátu v roce 2023 v Budapešti.

## Kariéra
V roce 2012 se stala juniorskou mistryní světa ve skoku do dálky. O rok později vybojovala titul juniorské mistryně Evropy v sedmiboji. Prvním úspěchem v kategorii dospělých byla stříbrná medaile ve skoku do dálky na halovém mistrovství světa v Sopotech v březnu 2014. O rok později se stala v Praze halovou mistryní Evropy v pětiboji. Podruhé se halovou mistryní Evropy v této disciplíně stala v roce 2019 v Glasgow. Na MS v atletice v katarském Dauhá zvítězila 3. 10. 2019 výkonem o hodnotě nového osobního rekordu 6981 bodů.

## Osobní rekordy
- pětiboj (hala) – 5 000 bodů – 2015, Praha
- sedmiboj (dráha) – 6 981 bodů – 2019, Dauhá